# Symphodus quinquemaculatus
Symphodus quinquemaculatus es una especie de peces de la familia Labridae en el orden de los Perciformes.

## Morfología
- Los machos pueden llegar alcanzar los 17 cm de longitud total.[1]

## Distribución geográfica
Se encuentra desde el Golfo de Gascuña hasta Gibraltar, el Mediterráneo y el Mar Negro.